# ARC (casa discografica)
L'ARC è stata una casa discografica appartenente alla RCA Italiana attiva dal 1964 al 1970.

## Storia
La casa discografica satellite voluta da Ennio Melis, direttore generale della RCA Italiana, da essa controllata al 100% e guidata da Sergio Bardotti in qualità di direttore artistico, cominciò a pubblicare nel 1964 con l'idea di lanciare nuove leve della musica leggera in Italia; il nome fu legato indissolubilmente alla casa madre, della quale vennero anagrammate le lettere, mentre il logo richiamava il nome stesso presentando un arco stilizzato.
Inutile dire che la Arc voleva lanciare "frecce" che facessero centro nel panorama discografico, e difatti molti dei suoi artisti ebbero un grande successo, come i Rokes, gruppo inglese trapiantato in Italia, Dino ed Enzo Jannacci; un altro grandissimo artista come Lucio Dalla avrà con questa etichetta il trampolino di lancio verso il successo che si materializzerà negli anni settanta.
Dal 1966, con la creazione della famosissima discoteca Piper Club a Roma avvenuta l'anno precedente, la Arc pubblicò dischi di artisti orbitanti intorno al locale, come Patty Pravo, The Primitives capitanati dal cantante Mal che di lì a poco inizierà la carriera solista, tutti con etichetta personalizzata Piper Club Series, che si differenzierà da quella standard per la grafica ed i colori.
In quei mesi al Piper divenne famoso il caso della band I BlackJack, che l'ARC, su consiglio di Teddy Reno, cercò di portare nella propria scuderia dopo una serata nel famoso club capitolino, causando un vero e proprio litigio con Benny Leone, manager della band, placato solo grazie all'intervento degli uomini della sicurezza.
Con il passare degli anni le vendite registreranno un calo progressivo, e solo artisti come la Pravo riusciranno a rimanere nelle alte posizioni di classifica. Verso il finire degli anni sessanta l'etichetta accoglierà anche diversi cantanti la cui parabola è in declino cercandone il rilancio (Jimmy Fontana; Gianni Meccia; Edoardo Vianello), ma sarà anche attenta a scoprire nuovi filoni musicali che imperverseranno nel decennio successivo, come il rock progressivo: è infatti nella Arc che inciderà il suo primo singolo Il Balletto di Bronzo (Neve calda/Cominciò per gioco), formazione napoletana dalle sonorità dure ed innovative, sicuramente in anticipo coi tempi rispetto ai gusti musicali dell'italiano medio.
Nonostante ciò, il 1969 vedrà assottigliarsi inesorabilmente il numero di emissioni (solo una ventina) e la politica discografica verrà orientata alla pubblicazione di singoli di altri nuovi complessi come I Bertas, I Beans o I Girasoli solo per citarne alcuni, che però non raggiungeranno il successo auspicato.
Sarà con l'alba degli anni settanta che si registrerà quindi la fusione tra l'etichetta e la casa madre, ma la label rimarrà comunque in vita per sporadiche riedizioni e produzioni, specialmente nei primi anni '80 (ad esempio Lorella Pescerelli).
Altri artisti da ricordare che hanno inciso per la Arc sono Roby Ferrante, altro interprete ed autore della famosissima "Ogni volta" portata al successo da Paul Anka, Jenny Luna; una Romina Power agli esordi; la meteora Ricky Shayne con la sua Uno dei Mods; Maurizio Graf, interprete di molte colonne sonore degli spaghetti-western musicati da Ennio Morricone; Louiselle; The Planets; gruppo di musicisti di Taranto con il loro LP omonimo molto interessante, Pippo Franco ancora praticamente sconosciuto; Mauro Lusini che presenta la versione della sua C'era un ragazzo che come me amava i Beatles e i Rolling Stones e tante altre curiosità che hanno fatto della Arc una delle più valide etichette legate al mondo della musica giovane degli anni sessanta.
Il numero di catalogo delle emissioni a 45 giri era preceduto dalle lettere AN.

## I dischi pubblicati

### Criteri di datazione
Per la datazione ci si basa sull'etichetta del disco, sul vinile o sulla copertina, qualora nessuno di questi elementi ci abbia fornito un riscontro, ci si basa sulla numerazione del catalogo. Se esistenti, è riportato oltre all'anno il mese e il giorno (quest'ultimo dato si trova, a volte, inciso sul vinile), infine, ci si basa sul codice della matrice di stampa.
Molti dischi della RCA Italiana infatti (praticamente tutti fino alla fine degli anni sessanta) non hanno alcun riferimento alla loro data di pubblicazione. Esiste però un metodo per risalire all'anno di emissione in base al codice della matrice, sempre stampato sull'etichetta.
Riportiamo di seguito la tabella di conversione codice matrice per i 45 giri relativi alla ARC:
| Numero di matrice | Anno di prima stampa |
| ----------------- | -------------------- |
| PKAW              | 1964                 |
| QKAW              | 1965                 |
| RKAW              | 1966                 |
| SKAW              | 1967                 |
| TKAW              | 1968                 |
| UKAW              | 1969                 |
| ZKAS              | 1970                 |

### 33 giri
| Numero di catalogo | Anno    | Interprete                                                  | Titoli                                |
| ------------------ | ------- | ----------------------------------------------------------- | ------------------------------------- |
| SA 1               | 1965    | Meteors                                                     | Beatlesmania                          |
| SA 2               | 09-1965 | Dino                                                        | Dino                                  |
| SA 3               | 08-1965 | Gianni Mazza, Pietro Melfa, Loredana Bufalieri e altri      | Gli sconosciuti 1965 di Ariccia       |
| SA 4               | 1965    | The Rokes                                                   | The Rokes                             |
| SA 5               | 1965    | Guido Relly                                                 | Successi '65                          |
| SA 7               | 1965    | Ennio Morricone                                             | Il ritorno di Ringo                   |
| SA 8               | 1966    | The Rokes                                                   | The Rokes vol. 2                      |
| SA 09              | 1966    | I Delfini, Rokketti, Mike Lidell e gli Atomi, Jaguars       | Una serata al Piper                   |
| SA 10              | 1966    | Ricky Shayne                                                | Ricky Shayne and the Skylarks         |
| SA 11              | 1966    | The Pipers                                                  | See saw                               |
| SA 12              | 1966    | Guido Relly                                                 | Successi '66                          |
| SA 13              | 1966    | Esecutori vari                                              | Vietato ai maggiori di pochi anni     |
| SA 14              | 1966    | Esecutori vari                                              | Basta essere belle                    |
| SA 15              | 1966    | The Rokes                                                   | Che mondo strano                      |
| SA 16              | 1966    | Lucio Dalla                                                 | 1999                                  |
| SA 17              | 1966    | Esecutori vari                                              | Ragazzi pop                           |
| SA 18              | 1966    | Enrico Ciacci                                               | Chitarra Sessantasette                |
| SA 19              | 1966    | The G. & M.                                                 | Beat melody                           |
| SA 20              | 1967    | The Planets                                                 | The Planets                           |
| SA 21              | 1967    | Luciano Michelini                                           | Tema di Lara                          |
| SA 22              | 1967    | The Primitives                                              | Blow Up                               |
| SA 23              | 1967    | Luis Bacalov                                                | Luis Enriquez, pianoforte e orchestra |
| SAS 24             | 1968    | Giorgio Carnini                                             | Giorgio Carnini all'organo Thomas     |
| SA 25              | 1968    | Giorgio Carnini                                             | Giorgio Carnini all'organo Hammond    |
| KAN 27             | 1969    | The Rokes                                                   | I successi dei Rokes                  |
| KAN 28             | 1969    | Artisti Vari                                                | Canzoni Da Ricordare                  |
| KAS 29             | 1969    | Giorgio Carnini                                             | Le 24 canzoni di Sanremo              |
| KAS 30             | 1969    | I Cantastorie di Silvano Spadaccino                         | I più bei canti d'Italia              |
| KAS 31             | 1969    | Giorgio Carnini                                             | E La Sua Orchestra                    |
| KAS 33             | 1970    | Enrico Simonetti                                            | E La Sua Orchestra                    |
| ALP 11001          | 1964    | Esecutori vari                                              | Successi dell'estate '64              |
| ALP 11002          | 1965    | The Rokes                                                   | The Rokes                             |
| ALP 11004          | 1967    | Deghi                                                       | Oggi, domani, per sempre              |
| ALPS 11005         | 1968    | Bertas                                                      | Fatalità                              |
| ALPS 11006         | 1968    | The Rokes                                                   | The Rokes                             |
| ALPS 11007         | 1968    | Enzo Jannacci                                               | Vengo anch'io. No, tu no              |
| ALPS 11008         | 1968    | Pippo Franco                                                | I personaggi di Pippo Franco          |
| ALPS 11009         | 1968    | Patty Pravo                                                 | Patty Pravo                           |
| ALPS 11010         | 1969    | Dino                                                        | Dino                                  |
| ALPS 11011         | 1969    | The Senate                                                  | Piper Club Dance                      |
| ALPS 11012         | 1969    | I Girasoli                                                  | I Girasoli                            |
| ALPS 11013         | 1969    | Patty Pravo                                                 | Concerto per Patty                    |
| ALPS 11014         | 1969    | I Pyrañas                                                   | Tanti successi per i Pyranas          |
| ALPS 11015         | 1969    | I Pyrañas                                                   | Motivi di ieri, successi di oggi      |
| ALPS 11016         | 1969    | I Pyrañas                                                   | Giulietta e Romeo                     |
| ALPS 11017         | 1969    | Luciano Michelini e la Sua Orchestra                        | La Conquista Di Luna                  |
| ALPS 11018         | 1969    | Luciano Michelini e la Sua Grande Orchestra                 | Musiche da film                       |
| ALPS 11019         | 1970    | Capuano e la sua orchestra                                  | International hits                    |
| ALPS 11020         | 1970    | Autori vari (The Trip, Patty Pravo, The Primitives e altri) | Piper 2000                            |
| ALPS 11021         | 1970    | Enzo Jannacci                                               | La mia gente                          |
| ZPLAC 34094        | 1980    | I Romans                                                    | I Romans                              |
| ZPGAC 33410        | 1980    | I Romans                                                    | Ho bisogno di te (Q Disc)             |

### 45 giri
| Numero di catalogo | Anno    | Interprete                         | Titoli                                                                 |
| ------------------ | ------- | ---------------------------------- | ---------------------------------------------------------------------- |
| AN 4001            | 1964    | Oscar                              | Vola con la Spider/Asciuga quel visino bagnato                         |
| AN 4002            | 1964    | Giancarlo Guardabassi              | Dà retta a me/Sulla terra ho solo te                                   |
| AN 4003            | 1964    | Roby Ferrante                      | Ogni volta/Sono un ragazzo                                             |
| AN 4004            | 1964    | Ivana Borgia                       | Fiocca fiocca la neve/Con gli scarponi e con gli sci                   |
| AN 4005            | 1964    | Dino                               | Eravamo amici/così come sei                                            |
| AN 4006            | 1964    | Roby Ferrante                      | Non ti ricordi più/Tu sei sempre                                       |
| AN 4007            | 1964    | Luigi Chiocca                      | Pensaci due volte/Attendiamo di essere grandi                          |
| AN 4008            | 1964    | Lucio Dalla                        | Lei (non è per me)/Ma questa sera                                      |
| AN 4009            | 1964    | Luigi Chiocca                      | Zulu/Se vorrai restare                                                 |
| AN 4010            | 1964    | Louiselle                          | Quello che c'è tra me e te/Anche se mi fai paura                       |
| AN 4011            | 1964    | La Cricca                          | Il surf delle mattonelle/Vieni al mare                                 |
| AN 4012            | 1964    | Tonino D'Arpino                    | Granada/Elettroserenata                                                |
| AN 4013            | 1964    | The Rokes                          | Shake rattle and roll/Quando eri con me                                |
| AN 4014            | 1964    | Jenny Luna                         | Chiodo scaccia chiodo/Sola nel sole                                    |
| AN 4015            | 1964    | Luciano Vieri                      | Torno a pregare/Ho un amico                                            |
| AN 4016            | 1964    | Giancarlo Guardabassi              | Se ti senti sola/Io non ti ho saputo amare                             |
| AN 4017            | 1964    | Mary Di Pietro                     | Quello che conta/Perché è così                                         |
| AN 4018            | 1964    | Antonio e Corrado                  | Solo un momento fa/Lasciami solo                                       |
| AN 4019            | 1964    | Walter                             | Ora/Fiume fermati                                                      |
| AN 4020            | 1964    | Giancarlo Guardabassi              | Sulamente 'a mia/Non posso più resistere                               |
| AN 4021            | 1964    | The Rokes                          | Un'anima pura/She asks of you                                          |
| AN 4022            | 1964    | La Cricca                          | Amico va/Qui siamo grandi                                              |
| AN 4023            | 1964    | Dino                               | Te lo leggo negli occhi/Cerca di capire                                |
| AN 4024            | 1964    | Mario Anzidei                      | Non m'importa/I minuti contati                                         |
| AN 4025            | 1964    | Louiselle                          | Il momento giusto/Forse un giorno                                      |
| AN 4026            | 1964    | Giancarlo Guardabassi              | Solamente mia/Ma sei mia                                               |
| AN 4027            | 1964    | Roby Ferrante                      | Il biliardo/No, non mi puoi lasciar                                    |
| AN 4028            | 1964    | Rita Monico                        | Se tu non mi vuoi/Di sera                                              |
| AN 4029            | 1964    | Anna Maria Izzo                    | Piano/Come tutti gli altri                                             |
| AN 4030            | 1964    | Fabrizio Capucci                   | Ti credevo felice/Sì, questo lo so                                     |
| AN 4031            | 1964    | Stelvia Ciani                      | Se per me parlasse il cuore/Tutti noi giovani]                         |
| AN 4032            | 1964    | Mary Di Pietro                     | I ragazzi vogliono sapere/Ho imparato da te                            |
| AN 4033            | 1964    | Elena Rossi                        | Rossi Elena/Occhi miei                                                 |
| AN 4034            | 1965    | Jenny Luna                         | Ma quando arrivi? / Non mi pentirò                                     |
| AN 4035            | 1965    | Louiselle                          | Ascoltami / Mia, è colpa mia                                           |
| AN 4036            | 1965    | Luciano Michelini                  | Non sapevo che tu pensavi a me / Quest'anno il mare                    |
| AN 4037            | 1965    | Lucio Dalla                        | L'ora di piangere/Io al mondo ho solo te                               |
| AN 4038            | 1965    | Ricky Shayne                       | Uno dei Mods/Cosa pensi di me                                          |
| AN 4039            | 1965    | Louiselle                          | Andiamo a mietere il grano/Anche tu                                    |
| AN 4041            | 1965    | Padre Agostino Lo Cascio           | San Francesco e il lebbroso (1)/San Francesco e il lebbroso (2)        |
| AN 4042            | 1965    | Luigi Chiocca/Robby Poitevin       | La casa del sole/La casa del sole (strumentale)                        |
| AN 4043            | 1965    | Pippo Trovato                      | Don Cicciu Muzzuni/Ccu me suru... finia a schifiu                      |
| AN 4044            | 1965    | Dino                               | Il ballo della bussola/Ma c'è un momento del giorno                    |
| AN 4045            | 1965    | Cristiano Metz                     | Quello che sono/Tu da una parte io dall'altra                          |
| AN 4046            | 1965    | The Rokes                          | C'è una strana espressione nei tuoi occhi/Ci vedremo domani            |
| AN 4047            | 1965    | Valeria Piaggio                    | Quando sei vicino a me/Tu non pensi più a me                           |
| AN 4048            | 1965    | Giancarlo Guardabassi              | Un uomo tanto solo/Torna, torna torna                                  |
| AN 4049            | 1965    | Marcello Malu                      | Sono innocente/Vita di città                                           |
| AN 4051            | 1965    | Meteors                            | Insieme a voi/Se mi trovassi con te                                    |
| AN 4052            | 1965    | Ennio Morricone                    | Angel Face (canta Maurizio Graf) / Una pistola per Ringo (strumentale) |
| AN 4053            | 1965    | Mario Anzidei                      | Non ti perdonerò/Non ci credo                                          |
| AN 4054            | 1965    | La Cricca                          | Balliamo senza scarpe/Okay                                             |
| AN 4056            | 05-1965 | Mariolino Barberis                 | Il duca della luna / Quando a settembre                                |
| AN 4057            | 1965    | Roby Ferrante                      | Il giorno mio / Fratello mio                                           |
| AN 4058            | 1965    | Nino Pisano                        | Cento di questi dì/Non sorridi più                                     |
| AN 4059            | 1965    | Anna Maria Izzo                    | Amici come prima/Piove su Piazza di Spagna                             |
| AN 4060            | 1965    | Dino                               | Sai, sai, sai / Il ragazzo di ghiaccio                                 |
| AN 4061            | 1965    | Louiselle                          | La mia vita / Sorridono                                                |
| AN 4062            | 1965    | Jenny Luna                         | Ma tu che ne sai / Ti voglio bene più di prima                         |
| AN 4063            | 1965    | Marcello Malu                      | Se tu vuoi bene a lui / Non voglio più nascondere il mio amore         |
| AN 4064            | 1965    | Loredana Bufalieri                 | Tu che sei lassù / È giusto                                            |
| AN 4065            | 1965    | Gianni Mazza                       | Ditemi voi / Sarei felice                                              |
| AN 4066            | 1965    | Ivana Borgia                       | La corriera/Bello bello bello bello                                    |
| AN 4067            | 1965    | The Rokes                          | Grazie a te/La mia città                                               |
| AN 4068            | 1965    | Rita Monico                        | Thrilling (La regola del gioco) / Quando tu vorrai                     |
| AN 4069            | 1965    | Maurizio Graf                      | Il ritorno di Ringo / La mia gente                                     |
| AN 4070            | 1966    | Ricky Shayne                       | Vi saluto amici mods/Non ha prezzo l'amore                             |
| AN 4071            | 1966    | Romina Power                       | Quando gli angeli cambiano le piume/Apri quell'ombrello                |
| AN 4072            | 1966    | Lucio Dalla                        | Pafff...bum!/Io non ho pianto mai così                                 |
| AN 4073            | 1966    | Carlo Loffredo                     | Ciao Rudy/Il mio nome                                                  |
| AN 4075            | 1966    | The Rokes                          | Ascolta nel vento/Il primo sintomo                                     |
| AN 4076            | 1966    | I Cantori Moderni di Alessandroni  | L'importante è avere te/Beat in studio uno                             |
| AN 4077            | 1966    | Mike Liddell & Gli Atomi           | Nelle mani tue/La tua immagine                                         |
| AN 4078            | 1966    | Louiselle                          | Il pontile/È triste doverti lasciare                                   |
| AN 4079            | 1966    | La Nuova Cricca                    | I tuoi amici sanno/Stai su con il morale                               |
| AN 4080            | 1966    | Ennio Morricone                    | Una stanza vuota (canta Lisa Gastoni) / Svegliati e uccidi             |
| AN 4081            | 1966    | The Rokes                          | Che colpa abbiamo noi/Piangi con me                                    |
| AN 4082            | 1966    | Carlo Pavone                       | Viva la libertà/Carlo Pavone story                                     |
| AN 4083 (1)        | 1966    | Maurizio Graf                      | Occhio per occhio / Credo all'amore                                    |
| AN 4083 (2)        | 1966    | Maurizio Graf                      | An eye for an eye / Credo all'amore                                    |
| AN 4084            | 1966    | Lucio Dalla                        | Questa sera come sempre/Io non ci sarò                                 |
| AN 4085            | 1966    | Ricky Shayne                       | Number one/My babe                                                     |
| AN 4086            | 1966    | Dino                               | Chi più di me / Comincia l'amore                                       |
| AN 4087            | 1966    | Mariolino Barberis                 | Spiaggia d'argento / Eppure ti amo                                     |
| AN 4088            | 1966    | Rita Monico                        | Non è mai tardi / Gocce di mare,gocce di sole                          |
| AN 4089            | 1966    | I Due                              | Amore cos'hai? / Il big                                                |
| AN 4090            | 1966    | Franchina                          | Per orgoglio/La tua finestra illuminata                                |
| AN 4091            | 1966    | The Group                          | See-Saw/Cool Jerk                                                      |
| AN 4092            | 1966    | Louiselle                          | Ci sono due/Come è bello                                               |
| AN 4093            | 1966    | Patrick Samson & Les Pheniciens    | Shibidibibbi/Midnight hour                                             |
| AN 4094            | 1966    | The Pipers                         | Amore lo sai/Pagherò                                                   |
| AN 4095            | 1966    | La Nuova Cricca                    | T'accarezzerò se tu vorrai/Senti ragazzo                               |
| AN 4096            | 1966    | Les & Kim                          | La mia ispirazione/Unchained melody                                    |
| AN 4097            | 10-1966 | Patty Pravo                        | Ragazzo triste / The Pied Piper                                        |
| AN 4098            | 1966    | Mike Liddell & Gli Atomi           | Corri/La mia Inghilterra                                               |
| AN 4099            | 1966    | Luciano Michelini                  | Piangi se vuoi/Stop shooting                                           |
| AN 4100            | 1966    | The Rokes                          | È la pioggia che va/Finché c'è musica mi tengo su                      |
| AN 4101            | 1966    | Lucio Dalla                        | Quando ero soldato/Tutto il male del mondo                             |
| AN 4102            | 1966    | Louiselle                          | Cammelli e scorpioni/Oggi che non ho te                                |
| AN 4103            | 1966    | Mauro Lusini                       | C'era un ragazzo che come me amava .../Amo la libertà                  |
| AN 4104            | 1966    | Dino                               | Piccola mia piccola/Ha gli occhi come i tuoi                           |
| AN 4105            | 1966    | Rita Monico                        | Nata per amare te/Sere vuote                                           |
| AN 4106            | 1967    | Ricky Shayne                       | Stanotte/Di me cosa ne sai                                             |
| AN 4107            | 1967    | The Rokes                          | Che mondo strano/Ride on                                               |
| AN 4108            | 1967    | The Primitives                     | Yeeeeeh/L'Ombra di Nessuno                                             |
| AN 4109            | 1967    | The Rokes                          | Bisogna saper perdere/Non far finta di no                              |
| AN 4110            | 1967    | Elena Rossi                        | Molto amata/Mai mi fermerò                                             |
| AN 4111            | 1967    | Pippo Franco                       | Vedendo la foto di Bob Dylan/Mister Custer                             |
| AN 4112            | 1967    | Patty Pravo                        | Sto con te/Qui e là                                                    |
| AN 4113            | 1967    | Lucio Dalla                        | Bisogna saper perdere/Lucio dove vai                                   |
| AN 4114            | 1967    | Gerico                             | Il mondo è in mano a noi/Tornerò per rivedere te                       |
| AN 4115            | 1967    | Natalino Otto                      | Winchester cathedral/Baci di fuoco                                     |
| AN 4116            | 1967    | Mauro Lusini                       | Bussa alla sua porta/La mia chitarra                                   |
| AN 4117            | 1967    | Maurizio Graf                      | Mai/Oggi è triste il cielo                                             |
| AN 4118            | 1967    | Marcello Fattorini                 | A un passo dall'amore/Giuro                                            |
| AN 4119            | 1967    | Lucio Dalla                        | Non è un segreto/Passerà passerà                                       |
| AN 4120            | 1967    | Dino                               | Io mi sveglio a mezzogiorno/Spengo                                     |
| AN 4121            | 1967    | The Pipers                         | La bamba/Cherry cherry                                                 |
| AN 4122            | 1967    | The Rokes                          | Eccola di nuovo/Ricordo quando ero bambino                             |
| AN 4123            | 1967    | I Girasoli                         | Voglio girare il mondo/Guarda nel sole                                 |
| AN 4124            | 1967    | Ricky Shayne                       | Come Moby Dick/L'estate si spegne                                      |
| AN 4125            | 1967    | Cosetta Greco                      | La fine di un amore/Theme from Mata Hari                               |
| AN 4126            | 1967    | I Kasù                             | Mississippi Greep/Vino Rosso                                           |
| AN 4127            | 1967    | Bertas                             | Fatalità/Mi hai perdonato lo so                                        |
| AN 4128            | 1967    | Lucio Dalla                        | Il cielo/1999                                                          |
| AN 4129            | 1967    | Tony Green                         | Vuoi/Se ti volti                                                       |
| AN 4130            | 1967    | Gepy & Gepy                        | Baby è un'abitudine averti qui/Una strada                              |
| AN 4131            | 1967    | Ruggero Cini                       | I fantastici tre Superman/Vai vai vai                                  |
| AN 4132            | 1967    | The Rokes                          | Cercate di abbracciare tutto il mondo come noi/Regency Sue             |
| AN 4133            | 1967    | Dino                               | Il sole è di tutti/Quella sera della festa                             |
| AN 4134            | 1967    | Ricky Shayne                       | Dolcemente/Hello Josephine                                             |
| AN 4135            | 1967    | Patty Pravo                        | Se perdo te/Lettera a Gianni                                           |
| AN 4136            | 1967    | The Primitives                     | L'incidente/Johnny nooooo!                                             |
| AN 4137            | 1967    | Mimmo Diamante                     | Trovare un mondo/Trovare un mondo parte II                             |
| AN 4138            | 1967    | Enzo Jannacci                      | Vengo anch'io. No, tu no/Giovanni, telegrafista                        |
| AN 4139            | 1968    | Elisabetta                         | Sospiro/Mi mandi via                                                   |
| AN 4140            | 1968    | Rita Monico                        | Tu perdi tempo/Non è un addio                                          |
| AN 4141            | 1968    | I Girasoli                         | Canzone n.1/La ruota                                                   |
| AN 4142            | 1968    | The Rokes                          | Le opere di Bartolomeo / Siamo sotto il sole                           |
| AN 4143            | 1968    | Dino                               | Gli occhi miei / Passano                                               |
| AN 4144            | 1968    | Thomas                             | Caffè, un altro caffè / Adesso canta insieme a me                      |
| AN 4145            | 1968    | Giancarlo T. & gli Scat            | L'alba ti vedrà vicino a me/Quando nei tuoi occhi                      |
| AN 4146            | 1968    | Mauro Lusini                       | Oh Susy Susy/Il colore della notte                                     |
| AN 4147            | 1968    | Carlo Pavone                       | Joanna/Chi ti ha dato la sua vita                                      |
| AN 4148            | 1968    | Lucio Dalla                        | E dire che ti amo/Se non avessi te                                     |
| AN 4149            | 1968    | Edoardo Vianello                   | Ma non c'eri tu/Mio piccolo amore                                      |
| AN 4150            | 1968    | Franco Mechilli                    | Ti guardo dormire/Mi perderò                                           |
| AN 4151            | 1968    | Gabriella Ferri                    | E' scesa ormai la sera/Ti regalo gli occhi miei                        |
| AN 4152            | 1968    | The Rokes                          | Lascia l'ultimo ballo per me/Io vivrò senza te                         |
| AN 4153            | 1968    | Dino                               | Morire o vivere/Cuore di ragazzo                                       |
| AN 4154            | 1968    | Lucio Dalla                        | Hai una faccia nera nera/Cos'è Bonetti?                                |
| AN 4155            | 1968    | Patty Pravo                        | La bambola/Se c'è l'amore                                              |
| AN 4156            | 1968    | The Rokes                          | Qui non c'è nessuno/La luna è bianca, la notte è nera                  |
| AN 4157            | 1968    | Bertas                             | Dondolo/Se mi dai l'appuntamento                                       |
| AN 4158            | 1968    | Enzo Jannacci                      | Ho visto un re/Bobo Merenda                                            |
| AN 4159            | 1968    | Gepy & Gepy                        | Il mio destino/Una strada                                              |
| AN 4160            | 1968    | Dino                               | La tua immagine/Besame mucho                                           |
| AN 4162            | 1969    | Giuseppe Giusti/Lorella Stefanelli | La mosca e il leone/La capra Camilla                                   |
| AN 4163            | 1969    | Antonella Giardi                   | Quell'uccellin che vien dal mare/Gnappa gnò                            |
| AN 4164            | 1969    | Rodolfo                            | Tu ruberai/Bussa piano                                                 |
| AN 4165            | 1969    | Patty Pravo                        | Gli occhi dell'amore/Sentimento                                        |
| AN 4166            | 1969    | Jimmy Fontana                      | La sorpresa/Se tu soffrissi quanto soffro io                           |
| AN 4168            | 1969    | Enzo Jannacci                      | Il terzino d'Olanda/Gli zingari                                        |
| AN 4169            | 1969    | The Rokes                          | Baby come back/Hello come stay                                         |
| AN 4170            | 1969    | Gianni Meccia                      | Ciao, occhi bruni, ciao/Io, chi sono io                                |
| AN 4171            | 1969    | Lucio Dalla                        | Per fare un uomo basta una ragazza/...e invece no                      |
| AN 4172            | 1969    | The Rokes                          | Ma che freddo fa/Per te, per me                                        |
| AN 4173            | 1969    | Edoardo Vianello                   | La marcetta/Cuore made in Italy                                        |
| AN 4174            | 1969    | I Girasoli/Jimmy Fontana           | A mio padre/Melodia - Ediz.JB                                          |
| AN 4175            | 1968    | Patty Pravo                        | Tripoli 1969/Lasciatemi amare chi voglio                               |
| AN 4176            | 1969    | Jimmy Fontana                      | A che gioco giochiamo?/T'aspetterò                                     |
| AN 4177            | 1969    | Giano Ton e I Pyrañas              | Un giorno come un altro/Amica mia                                      |
| AN 4178            | 1969    | I Pyrañas                          | Sophie/Qualcuno per te                                                 |
| AN 4180            | 1969    | Patty Pravo                        | Il paradiso/Scende la notte, sale la luna                              |
| AN 4181            | 1969    | Dino                               | Simone Simonette/È un giramondo                                        |
| AN 4182            | 1969    | The Rokes                          | 28 giugno/Mary                                                         |
| AN 4183            | 1969    | I Girasoli                         | A mio padre/Rosso corallo                                              |
| AN 4185            | 1969    | Jimmy Fontana                      | Melodia/Amore a primavera                                              |
| AN 4187            | 1969    | Farida                             | Vedrai Vedrai/Una vita di più                                          |
| AN 4188            | 1969    | Patty Pravo                        | Concerto per Patty                                                     |
| AN 4189            | 1969    | Dino                               | Bye bye city/Una viola del pensiero                                    |
| AN 4190            | 1969    | Beans                              | Un marinaio/Occhi buoni                                                |
| AN 4191            | 1969    | Patty Pravo                        | Nel giardino dell'amore/Ballerina ballerina                            |
| AN 4192            | 1969    | Bertas                             | Vieni via con noi/Angelo bianco                                        |
| AN 4193            | 1969    | Il Balletto di Bronzo              | Neve calda/Cominciò per gioco                                          |
| AN 4194            | 1970    | The Rokes                          | Ombre blu/Sempre giorno                                                |
| AN 4195 (1)        | 1970    | Jimmy Fontana                      | Mille amori/Il matrimonio                                              |
| AN 4195 (2)        | 1970    | Jimmy Fontana                      | L'amore non è bello (se non è litigarello)/Mille amori                 |
| AN 4197            | 1970    | Patty Pravo                        | La spada nel cuore/Roma è una prigione                                 |
| AN 4274            | 1970    | Farida                             | Pensami stasera/Come sempre                                            |

### 45 giri fine anni '70 e '80
| Numero di catalogo | Anno         | Interprete         | Titoli                                                  |
| ------------------ | ------------ | ------------------ | ------------------------------------------------------- |
| PB 6174            | 1978         | Toni Pagano        | Ma Liliana dove sta?/E il vento soffia                  |
| PB 6283            | Gennaio 1979 | Lorella Pescerelli | New York/Dove io sono io                                |
| ZBAC 7186          | 1980         | Il Paese di Alice  | Toccami/Noi                                             |
| ZBAC 7187          | 1980         | I Romans           | Ho bisogno di te/Il campione                            |
| ZBAC 7204          | 1981         | Megalonsingers     | I-Zenborg/Megaloman                                     |
| ZBAC 7206          | 1981         | Louiselle          | Scorpion/Madamigella mia                                |
| ZBAC 7221          | 1981         | Bruno Cheli        | Bella l'estate/Donna a metà                             |
| ZBAC 7232          | 1981         | Rinaldo            | Io e te Maria/L'amore è tutto qui                       |
| ZBAC 7265          | 1981         | Marisa Interligi   | Occhio di serpente/Tenerezza e semplicità               |
| PB 6236            | 1978         | Lolliman           | Un'emozione/Da domani                                   |
| PB 6283            | 1979         | Lorella Pescerelli | New York/Dove io sono io                                |
| PB 6638            | 1982         | Riccardo Zara      | Bardonecchia (Part 1 & 2)                               |
| PB 7565            | 1986         | Saverio Pitarresi  | Piazza Mastai/Poeta canta                               |
| AN 7637            | 1988         | The Rokes          | Roll over Beethoven/Talking about you (fuori commercio) |